# د اسکیم
د اسکیم (انگلیسی: The Skimm) یک شرکت رسانه آمریکایی است که در سال ۲۰۱۲ توسط دنیله وایزبرگ و کارلی زاکین بنیان‌گذاری شد.این شرکت خدمات با خرید اشتراک ارائه می‌دهد.
د اسکیم در ۲۰۱۲، هنگامی که وایزبرگ و زاکین شغل‌های خود در ان‌بی‌سی را ترک کردند بنیان‌گذاری شد.
دفتر مرکزی این شرکت رسانه‌ای نیز در ایالات متحده آمریکا قرار دارد.